# یاگودنایا پولیانا
یاگودنایا پولیانا (انگلیسی: Yagodnaya Polyana) یک شهرک در شهرستان اوفیمسکی استان باشقیرستان کشور روسیه است.